# Albatros C.XII
Albatros CXII – niemiecki samolot rozpoznawczy i bombowy z okresu I wojny światowej. Zaprojektowany i zbudowany w 1918 roku w niemieckiej wytwórni lotniczej Albatros GmbH.

## Historia

Silnik Mercedes D.IVa eksponowany w MLP w Krakowie

W 1917 roku w niemieckiej wytwórni lotniczej Albatros GmbH inżynierowie Thelen i Schubert skonstruowali samolot wielozadaniowy Albatros C.XII. Stanowił on rozwinięcie konstrukcji samolotu rozpoznawczo-bombowego Albatros C.X. W samolocie Albatros C.XII zmieniono kształt kadłuba na owalny, co wydatnie zmniejszyło opory aerodynamiczne i poprawiła osiągi. Kadłub stał się bardziej opływowy, można było w nim zastosować nowocześniejszą – lżejszą i wytrzymalszą konstrukcję półskorupową. W kadłubie z przodu zamontowano silnik rzędowy, chłodzony cieczą, schładzaną w chłodnicy umieszczonej na środku górnego płata. Silnik wystawał nieco poza obrys górnej części kadłuba. Za silnikiem mieścił się zbiornik paliwa, a za nim usytuowano jedna za drugą dwie odkryte kabiny – pierwsza pilota, druga obserwatora. W kabinie pilota znajdowały się urządzenia sterownicze oraz podstawowe przyrządy pilotażowe i nawigacyjne. Z tyłu kadłuba zamontowano usterzenie klasyczne, przy czym konstrukcję usterzenia pionowego skopiowano z samolotu myśliwskiego Albatros D.III, aby uprościć technologię jego montażu z kadłubem. Komora płatów i ich konstrukcja była identyczna jak w samolocie Albatros C.X. Niezmienione także pozostało podwozie. Budowę nowego modelu samolotu, oznaczonego Albatros C.XII, ukończono pod koniec 1917 roku, a jego oblotu dokonano na początku 1918 roku. Podczas prób w locie samolot zachowywał się poprawnie, odznaczał się dobrymi właściwościami pilotażowymi i osiągał zamierzone przez konstruktorów parametry lotu.
Po zakończeniu wymaganych prób, od razu uruchomiono produkcję seryjną tych samolotów. Pierwsze Albatrosy C.XII skierowano na front zachodni wiosną 1918 roku. Stanowiły one wyposażenie niemieckich jednostek lotniczych (niem. Flieger Abteilug Flotte) i cieszyły się dobrą opinią załóg latających na tych samolotach. Stosowano je do końca I wojny światowej.
Ogółem w wytwórni Albatros GmbH w Pile oraz na licencji w zakładach Bayerische Flugzeug Werke (BFW) i Linke Hoffmann Werke wyprodukowano około 100 samolotów Albatros CXII.

## Użycie w Wojsku Polskim
W listopadzie 1918 roku polskie oddziały wojskowe zdobyły na terenie Małopolski 4 samoloty Albatros C.XII. Po wyremontowaniu dwa samoloty otrzymała Wyższa Szkoła Pilotów w Poznaniu na lotnisku Ławica, a pozostałe dwa przydzielono w lutym 1919 roku do 8 eskadry wywiadowczej wraz z samolotami Albatros C.III i Rumpler C.I. Eskadra ta od 7 kwietnia 1919 roku brała udział w wojnie polsko-bolszewickiej, w której szybko utraciła swój sprzęt, przeważnie w czasie przygodnych lądowań. 
Kilka kolejnych samolotów Albatros C.XII kupiono w wytwórni lotniczej Albatros. Samoloty te oprócz 8 eskadry wywiadowczej otrzymała 1 eskadra wielkopolska (późniejsza 12 eskadra), która w marcu 1919 roku działała z lotniska Hureczko koło Przemyśla. Po zakończeniu wojny polsko-bolszewickiej pojedyncze Albatrosy C.XII używane były do szkolenia w Szkole Obserwatorów i Strzelców w Toruniu, w Wyższej Szkole Pilotów w Grudziądzu i Niższej Szkole Pilotów w Bydgoszczy.
24 lutego 1919 obserwator Stanisław Pietruski, lecąc z pilotem Józefem Cagaskiem, odniósł na Albatrosie C.XII (nr 1832/17, nr boczny 7) zwycięstwo powietrzne nad ukraińskim myśliwcem Nieuport, uznawane za pierwsze zwycięstwo powietrzne polskiego lotnictwa.
W polskim lotnictwie samoloty Albatros C.XII stosowane były do połowy lat dwudziestych XX wieku. Przez polskich lotników samolot ten nazywany był nieoficjalnie "krową".

## Opis techniczny
Samolot Albatros C.XII był dwumiejscowym samolotem wielozadaniowym, dwupłatem o konstrukcji mieszanej. Podwozie klasyczne – stałe. Napęd: silnik rzędowy 6-cylindrowy Mercedes D.IVa, śmigło dwułopatowe drewniane.